# Зайфхенерсдорф
Зайфхенерсдорф (на немски: Seifhennersdorf; на долнолужишки: Zaruž; на горнолужишки: Wodowe Hendrichecy) е град в Германия, разположен в окръг Гьорлиц, провинция Саксония. Към 31 декември 2011 година населението на града е 4128 души.